# Pobociivka, Sribne
Pobociivka (în ucraineană Побочіївка) este un sat în comuna Hrîțiivka din raionul Sribne, regiunea Cernihiv, Ucraina.

## Demografie
Componența lingvistică a localității Pobociivka
     Ucraineană (98,17%)
     Alte limbi (1,82%)
Conform recensământului din 2001, majoritatea populației localității Pobociivka era vorbitoare de ucraineană (98,17%), existând în minoritate și vorbitori de alte limbi.